# Jasione
Jasione is de botanische naam van een geslacht van planten uit de klokjesfamilie (Campanulaceae).
De stempels zijn kort en dik. De helmdraden zijn priemvormig. De bloemen groeien in bolvormige hoofdjes.
Het zandblauwtje (Jasione montana) is de enige in België en Nederland in het wild voorkomende soort. Ze is de waardplant voor Cochylis pallidana.
Hiernaast worden wel onderscheiden:
- Jasione crispa
- Jasione heldreichii
- Jasione laevis

## Tuin
Men ziet de plant niet vaak in tuinen. Jasione laevis 'Blaulicht' is tot dusver de enige in de handel verkrijgbare cultivar.
Dit is een prima plant voor op droge, schrale zandgrond. Op te voedselrijke grond groeit de plant te snel en verdwijnt in de winter. Het is een groenblijvende plant.De soort is erg geschikt om aan te planten in de rotstuin.
... · 
Adenophora · 
Brighamia · 
Cyanea · 
Campanula (Klokje) · 
Campanulastrum · 
Delissea · 
Jasione · 
Legousia (Spiegelklokje) ·  
Lobelia (Lobelia) · 
Ostrowskia · 
Phyteuma (Rapunzel) · 
Trachelium · 
Wahlenbergia · 
...